# Najib Razak
Najib Razak   (Kuala Lipis, 23 de juliol de 1953) va ser el sisè primer ministre de Malàisia.
El 3 de juliol de 2018, Najib va ser arrestat en relació amb l'escàndol 1MDB. El 28 de juliol de 2020, Najib va ser condemnat a 12 anys de presó i una multa de 210 milions de ringgits a causa dels set càrrecs de l'escàndol 1MDB. El 5 d'abril de 2021, el Tribunal d'Apel·lació de Malàisia va celebrar una audiència sobre l'apel·lació de Najib. El 8 de desembre de 2021, la sol·licitud d'apel·lació de Najib va ser rebutjada i el tribunal va confirmar el veredicte original.

## Primers anys
Razak va néixer el 23 de juliol de 1953, a Kuala Lumpur, Pahang; Najib és el germà gran dels sis fills del primer ministre Abdul Razak, i el cosí de Hussein Onn, tercer Primer Ministre de Malàisia. Els cinc germans de Najib són Nizam, Nazim, Nazir, Nazri Aziz i Johari. El seu germà petit, Dato 'Seri Mohd Nazir Abdul Razak, es presenta com el segon prestador del país, Participacions de Comerç Bhd Bumiputra.
El 1976, Najib es casà amb Tengku Puteri Zainah Tengku Eskandar ('Ku Yie'), amb qui tingué tres fills: Mohd Najib Nizar (nascut el 1978), Mohd Najib Nazifuddin i Puteri Norlisa Najib. El 1987 es va divorciar de Ku Yie i es va casar amb Datin Seri Rosmah Mansor, amb qui té dos fills: Mohd Najib Norashman i Nooryana Najwa Najib. Aquest és també el segon matrimoni de Rosmah; té dos fills amb el seu antic matrimoni amb un executiu del Banc de Perak.

## Polèmica i crítica

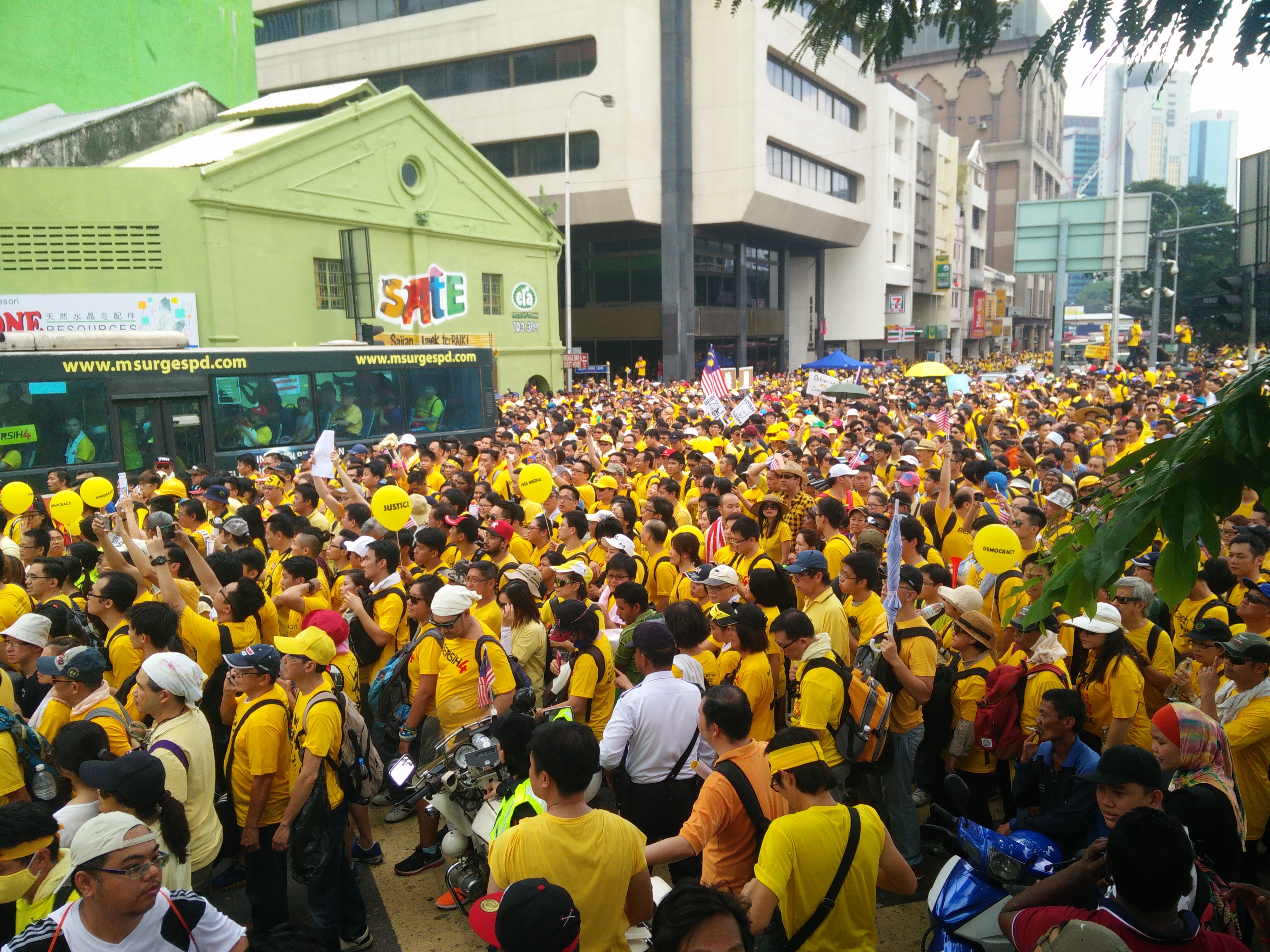
Els manifestants demanen la dimissió de Najib implicat en l'escàndol 1MDB (30 d'agost de 2015)

Najib és un líder polític polèmic, i diversos escàndols l'han fet criticar.
L'1 d'abril de 2015, Najib va començar a implantar un impost al consum del 6%, fet que va despertar les crítiques de la ciutadania.
L'1 de febrer de 2016, Najib va ser nomenat el pitjor ministre de Finances d'Àsia.
El 22 de novembre de 2017, els mitjans van revelar que Najib va tancar els ulls i va descansar mentre assistia a la cimera de l'ASEAN.
El 22 de febrer de 2018, Najib va revelar en un acte que no menja arròs i només menja quinoa importada del Perú. Com que la quinoa és un aliment car, les seves declaracions van despertar crítiques des de tots els costats que la seva vida és massa extravagant.
El 6 de maig de 2021, Najib va ser multat amb 3.000 RM per infringir el SOP. El 17 de novembre va tornar a ser acusat d'infringir el SOP.
Najib també va ser criticat per la vida extravagant de la seva dona Rosmah Mansor.